# 恩澤托
恩澤托是西非國家安哥拉的城鎮，由扎伊爾省負責管轄，位於該國西北部剛果河注入大西洋的河口處，毗鄰與剛果民主共和國接壤的邊境，2006年人口估計約47,171。